# Open 13 2013
Open 13 2013 — тенісний турнір, що проходив на кортах з твердим покриттям у місті Марсель, Франція з 18 лютого. Належав до категорії ATP World Tour 250.

## Фінальна частина

### Одиночний розряд
Жо-Вілфрід Тсонга —  Томаш Бердих 3–6, 7–6(8–6), 6–4

### Парний розряд
Роган Бопанна /  Колін Флемінг —  Айсам-уль-Хак Куреші /  Жан-Жульєн Роєр 6–4, 7–6(7–3)